# Reimar Gilsenbach

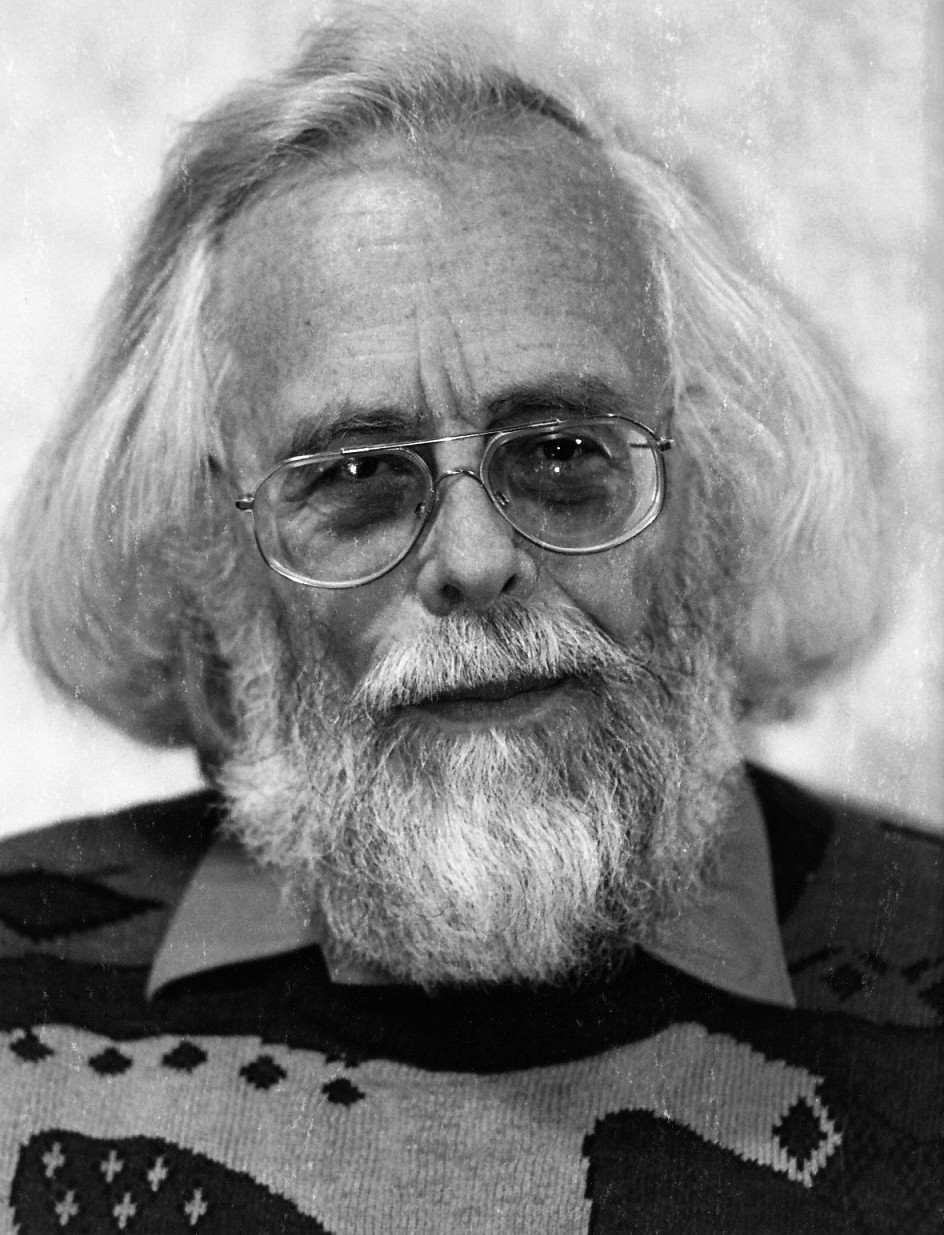
Reimar Gilsenbach (1995)

Reimar Gilsenbach (* 16. September 1925 in der Freisassensiedlung bei Friedrichsfeld (Niederrhein); † 22. November 2001 in Eberswalde) war ein Schriftsteller, Umwelt- und Menschenrechtsaktivist in der DDR. Er prägte die unabhängige DDR-Umwelt- und Friedensbewegung maßgeblich mit.

## Leben
Gilsenbach wuchs zunächst bei Friedrichsfeld am Niederrhein auf. Den in der Jugendzeit von Anarchisten, Freidenkern und Lebensreformern vorgelebten Idealen blieb er sein ganzes Leben lang treu. 1935 verstarb sein Vater und Gilsenbach zog zu Pflegeeltern nach Fördergersdorf. Ab 1938 besuchte er die Oberschule in Dresden. 1943 wurde er zur Wehrmacht eingezogen und an der Ostfront bei Narwa eingesetzt. Dort desertierte er und lief zur Roten Armee über. Hier wurde er kurzzeitig in einer antifaschistischen Frontgruppe eingesetzt. Die Weigerung, sich den Kaderstrukturen des Nationalkomitees Freies Deutschland unterzuordnen, brachte ihm mehrere Jahre sowjetische Kriegsgefangenschaft ein.
1947 kam Gilsenbach nach Deutschland zurück, legte das Heimkehrerabitur ab und wurde Journalist der Sächsischen Zeitung in Dresden. Nach zwei Jahren wurde er wegen Diskrepanzen zum stalinschen Sozialismusmodell wieder entlassen. Daraufhin wandte er sich auch beruflich dem Naturschutz zu und wurde 1952 Redakteur der neuen Zeitschrift Natur und Heimat, einer illustrierten Monatsschrift des Deutschen Kulturbunds in Berlin, herausgegeben von der Zentralen Kommission Natur- und Heimatfreunde des Präsidialrates und verlegt beim Kulturbund-eigenen Urania-Verlag Leipzig und Jena. Er war dort, zumindest seit 1959, Chefredakteur, zeitweise zusammen mit Günter Ebert und schrieb auch für das Blatt. Die Zeitschrift wurde ab Oktober 1962 mit der Publikation Wissen und Leben zusammengelegt.
In den 1950er Jahren kämpfte er für die Einrichtung eines Nationalparks Sächsische Schweiz und übte offen Kritik an dem damals dafür zuständigen DDR-Landwirtschaftsministerium. Auch als Schriftsteller widmete er sich zunehmend der Umweltproblematik. Sein Buch Die Erde dürstet von 1961 handelt bereits von weltweiter Wasserknappheit und fordert den verantwortungsvollen Umgang mit der Ressource Wasser. Hinzu kamen Bücher für Kinder.
Gilsenbach wurde in den Zentralvorstand der Gesellschaft für Natur und Umwelt gewählt, der DDR-Antwort auf die in Westdeutschland wachsende Umweltbewegung. In dieser Funktion kritisierte er heftig die großen Missstände im Umweltbereich. Anfang der 1980er Jahre zog Gilsenbach in das Dorf Brodowin am Plagefenn in der Mark Brandenburg, einem der ältesten Naturschutzgebiete Deutschlands. Hier begründete er 1981 gemeinsam mit DDR-Künstlern und -Wissenschaftlern die Brodowiner Gespräche, in denen Umweltthemen offen und kritisch erörtert wurden.
Zu Gilsenbachs Freunden zählten Robert Havemann und Wolf Biermann; Biermanns Tagebücher hielt er seit dessen Ausbürgerung 1976 auf seinem Brodowiner Grundstück versteckt.
1989 scheiterten die Versuche, die Gesellschaft für Natur und Umwelt zu reformieren. Aus Gilsenbachs Vorstellungen für notwendige Veränderungen entstand während der Wende die Idee für eine Grüne Liga als Umwelt-Dachverband in der DDR, zu deren Mitbegründern Gilsenbach 1990 zählte.
Gilsenbach trat auch für den Schutz und die Rechte bedrohter Völker ein. In der DDR kämpfte er für die Anerkennung der Sinti und Roma als Verfolgte des Naziregimes. Von einer Weltchronik der Zigeuner, für die er über Jahre recherchierte, erschienen zwei Bände. Gilsenbach war Mitglied im Romani P.E.N.-Zentrum und im Schriftstellerverband der IG Medien. Im Bund für Naturvölker setzte er sich besonders für die Belange der letzten indigenen Völker im Amazonasgebiet Brasiliens ein. Er gilt als Ideengeber für das Ökodorf Brodowin.
1994 erhielt Gilsenbach den Erwin-Strittmatter-Preis für Umweltliteratur des Landes Brandenburg und im Jahr 2000 die Hugo-Conwentz-Medaille des Bundesverbands Beruflicher Naturschutz.
Vor allem in seinen letzten Lebensjahren realisierte er die meisten Projekte mit Unterstützung seiner vierten Ehefrau, der Biologin, Sängerin und Publizistin Hannelore Gilsenbach. Dazu zählen vor allem die gemeinsamen musikalisch-literarischen Veranstaltungen zum Thema Umwelt, mit denen sie vor und nach der Wende landesweit unterwegs waren. Wegen ihrer Aktivitäten sollten beide im Rahmen des Stasi-Geheimprojekts „Vorbeugekomplex“ (Befehl 1/67 von Erich Mielke) im Fall besonderer innenpolitischer Spannungen oder dem Verteidigungsfall unter der Kennziffer 4.1.3 verhaftet und in Isolierungslagern interniert werden.
Gilsenbach hat eine Tochter aus erster und eine Tochter aus zweiter Ehe. 2001 starb er an den Folgen eines Schlaganfalls. Sein Grab befindet sich auf dem Friedhof in Brodowin.

## Werke
- Freiberg. VVV Dresdner Verlag, Dresden 1951 (31 S.).
- mit Karl Friedel: Das Rossmässlerbüchlein. Kulturbund zur demokratischen Erneuerung Deutschlands, Zentrale Kommission Natur- und Heimatfreunde, Berlin 1956 (155 S., herausgegeben zur 150. Wiederkehr des Geburtstages von Emil Adolf Rossmässler am 3. März 1956).
- Die Erde dürstet. 6 000 Jahre Kampf um Wasser. Urania Verlag, Leipzig / Jena / Berlin 1961 (265 S., mit Zeichnungen von Friedrich Pruss von Zglinicki und Willi Kaufmann).
- Herren über die Wüste. Geschichten über das Verhältnis des Menschen zur Natur (= Passat-Bücherei. Band 49). Urania Verlag, Leipzig / Jena / Berlin 1963 (194 S., mit Zeichnungen von Alfred Will und Kartenskizzen von Willi Kaufmann).
- Sächsische Schweiz. VEB Brockhaus, Leipzig 1963 (71 S., Fotografiert von Willy Pritsche).
- Schützt die Natur. VEB Verlag Volk und Wissen, Berlin 1964 (55 S.).
- Der Schatz im Acker. Kinderbuchverlag, Berlin 1966 (260 S., Illustrationen von Hans Mau).
- Peter entdeckt die Welt. Ein Bilderatlas für Kinder. VEB Hermann Haack Geographisch-Kartographische Anstalt, Gotha / Leipzig 1967 (16 S., Zeichnungen von Ingrid Schuppan und Karl-Heinz-Bobbe).
- Rund um die Erde. Kinderbuchverlag, Berlin 1971 (144 S., mit Illustrationen von Gerhard Bläser u. a.).
- Wasser: Probleme, Projekte, Perspektiven. Urania, Leipzig / Jena / Berlin 1971 (399 S., mit Illustrationen von Hasso Seyferth und Karten von Rudolf Riehl).
- Der ewige Sindbad. Merkwürdige Historie phantastischer Reisen zu Lande, zur See und ins All. Kinderbuchverlag, Berlin 1975 (415 S., mit Graphiken von Rainer Sacher).
- Schönheit der Flüsse und Seen. Greifenverlag, Rudolstadt 1976 (239 S.).
- Rund um die Natur. Kinderbuchverlag, Berlin 1982 (175 S., mit Illustrationen von Rainer Sacher und Christiane Gottschlich).
- Jakobsleiter oder mühsamer Aufstieg, Glanz und Entsagung des Zirkusdresseurs Hermann Ullmann. Henschelverlag Kunst und Gesellschaft, Berlin 1986, ISBN 978-3-362-00016-1 (622 S.).
- mit Joachim S. Hohmann: Verfolgte ohne Heimat. Beiträge zur Geschichte der Sinti und Roma (= Texte zur politischen Bildung. Nr. 2). Rosa Luxemburg, Leipzig 1992, ISBN 3-932725-19-0 (52 S.).
  - Wer wußte was? Wer will nichts wissen? Wie die Deutschen ihre Verbrechen gegen Sinti und Roma, insbes. den Völkermord von Auschwitz-Birkenau, aus ihrem Erinnern verdrängt haben.
  - Meine Bemühungen zum Gedenken der Opfer des „Zigeunerlagers“ in Berlin-Marzahn. Einige Daten aus 3 Jahrzehnten.
- Weltchronik der Zigeuner. 2500 Ereignisse aus der Geschichte der Roma und Sinti, der Luri, Zott und Boza, der Athinganer, Tattern, Heiden und Sarazenen, der Bohémiens, Gypsies und Gitanos und anderer Minderheiten, die „Zigeuner“ genannt werden (= Studien zur Tsiganologie und Folkloristik). Peter Lang, Frankfurt am Main / Berlin / Bern / New York / Paris / Wien.
  - Teil 1: Von den Anfängen bis 1599 Band 10, 1994, ISBN 3-631-44529-6 (319 S.).
  - Teil 2: Von 1600 bis 1799 (unveröffentlicht).
  - Teil 3: Von 1800 bis 1929 (unveröffentlicht).
  - Teil 4: Von 1930 bis 1960 Band 24, 1998, ISBN 3-631-31798-0 (369 S.).
- Wer wusste was? Wer will nichts wissen? In: Wacław Długoborski Hrsg.: Sinti und Roma im KL Auschwitz 1943-44 vor dem Hintergrund ihrer Verfolgung unter der Naziherrschaft. Verlag Staatliches Museum Auschwitz-Birkenau, Oświęcim 1998, ISBN 83-85047-06-9.
- Oh Django, sing deinen Zorn. Sinti und Roma unter den Deutschen. Basis-Druck, Berlin 1993, ISBN 978-3-86163-054-8 (313 S.).
- Centre de Recherches Tsiganes (Hrsg.): Von Tschudemann zu Seemann. Zwei Prozesse aus der Geschichte deutscher Sinti (= Interface. Nr. 18). Edition Parabolis, 2000, ISBN 978-3-88402-202-3 (188 S.).
- Hannelore Gilsenbach, Harro Hess (Hrsg.): Wer im Gleichschritt marschiert, geht in die falsche Richtung. Ein biografisches Selbstbildnis. Westkreuz, Berlin / Bonn 2004, ISBN 978-3-929592-69-6 (360 S.).
- mit Wolfgang Ayaß, Ursula Körber, Klaus Scherer, Mathias Winter, Patrick Wagner: Feinderklärung und Prävention. Kriminalbiologie, Zigeunerforschung und Asozialenpolitik (= Beiträge zur nationalsozialistischen Gesundheits- und Sozialpolitik. Nr. 6). Rotbuch Verlag, Berlin 1988, ISBN 978-3-88022-955-6.
  - Die Verfolgung der Sinti – ein Weg, der nach Auschwitz führte
  - Wie Lolitschai zur Doktorwürde kam
- Die Bibel. Das Alte Testament (= Was ist Was. Band 44). Tessloff Verlag, Nürnberg 1998, ISBN 978-3-7886-0284-0 (48 S., mit Illustrationen von Wolfgang Würfel).

## Film
- Michael Schehl & Guntram Fink: Widerstanden, überlebt. Deserteure während des 2. Weltkriegs. Dokumentarfilm 1994, 146 Min.